# Itaguara
Itaguara är en kommun i Brasilien.   Den ligger i delstaten Minas Gerais, i den sydöstra delen av landet, 600 km sydost om huvudstaden Brasília. Antalet invånare är 12 371.
Omgivningarna runt Itaguara är huvudsakligen savann. Runt Itaguara är det ganska glesbefolkat, med 26 invånare per kvadratkilometer.